# Pål André Czwartek
Pål André Czwartek (ur. 25 kwietnia 1975 we Askim w Norwegii) – norweski piłkarz pochodzenia polskiego występujący na pozycji obrońca w Fredrikstad FK. Jego dziadek był Polakiem.